# Enterprise Center Tower 1
L' Enterprise Center Tower 1 est un gratte-ciel de bureaux de 172 mètres de hauteur construit de 1998 à 2001 à Makati une ville de l'agglomération de Manille.
Il fait partie du complexe Enterprise Center comprenant une autre tour (Enterprise Center Tower 2) de 135 mètres de hauteur.
La surface de plancher de l'immeuble est de 54 872 m2 desservis par 13 ascenseurs.
Les architectes sont l'agence chinoise de Hong Kong Wong Tung et l'agence Arads & Associates